# Вородьков 3
Вородьков 3 (бел. Вародзькаў 3) — деревня в Кричевском районе Могилёвской области Белоруссии. Входит в состав Ботвиновского сельсовета.

## География
Деревня находится в северо-восточной части Могилёвской области, в пределах Оршанско-Могилёвской равнины, на левом берегу реки Волчес, к северу от автодороги Н10826, на расстоянии примерно 18 километров (по прямой) к северо-западу от Кричева, административного центра района. Абсолютная высота — 166 метров над уровнем моря.
Климат деревни характеризуется как влажный континентальный (Dfb в классификации климатов Кёппена).

## История
Согласно «Списку населенных мест Могилёвской губернии» 1910 года издания деревня входила в состав Белицкой волости Чериковского уезда Могилёвской губернии. В деревне имелось 52 двора и проживало 134 человека (65 мужчин и 69 женщин).
21 января 2016 года деревня "Вородьков-3" переименована в "Вородьков 3" .

## Население
По данным переписи 2009 года, в деревне проживал 31 человек.